# Zajączkowo-Wybudowanie
Zajączkowo-Wybudowanie – część wsi Zajączkowo w Polsce położona w województwie pomorskim, w powiecie tczewskim, w gminie Tczew.
Osada leży przy drodze krajowej nr 91.
W latach 1975–1998 miejscowość administracyjnie należała do województwa gdańskiego.
Inne miejscowości o nazwie Zajączkowo: Zajączkowo